# Гаттинара, Меркурино
Меркурино Арборио ди Гаттинара (итал. Mercurino Arborio di Gattinara; 10 июня 1465, Гаттинара — 5 июня 1530, Инсбрук) — итальянский кардинал, советник и канцлер императора Карла V. Кардинал-священник с 13 августа 1529, с титулом церкви Сан-Джованни-а-Порта-Латина с 3 сентября 1529.